# Господинката
„Господинката“ е български телевизионен игрален филм (късометражен, новела, психологическа драма) от 1974 година на режисьора Лиляна Пенчева и сценарий на Георги Милошев. Оператор е Васил Младенов. Музикален оформител е Яна Пипкова
Филмът е екранизация по новела на Генчо Стоев. 

## Актьорски състав
| Роля         | Изпълнител       |
| ------------ | ---------------- |
| Господинката | Васил Михайлов   |
| Жельо        | Владимир Николов |
| Стойна       | Любка Петрова    |
| Делчо        | Иван Зойн        |